# Miconia rufescens
Espèce
Synonymes
Selon Tropicos (8 septembre 2024)
- Acinodendron rufescens (Aubl.) Kuntze
- Melastoma impetiginosum Mart. ex DC.
- Melastoma rufescens Aubl. - Basionyme
- Miconia impetiginosa DC.
- Miconia rufescens var. grandifolia Cogn.

Selon GBIF (8 septembre 2024)
- Acinodendron rufescens (Aubl.) Kuntze
- Melastoma impetiginosum Mart.
- Melastoma impetiginosum Mart. ex DC.
- Melastoma rufescens Aubl. - Basionyme
- Miconia impetiginosa DC.
- Miconia rufescens var. grandifolia Cogn.

Miconia rufescens est une espèce de plantes à fleurs de la famille des Melastomataceae. C'est un arbuste trouvé en Amérique du Sud.

## Description
Miconia rufescens est un arbuste haut de 0,5-1,5(-3) m, les jeunes pousses densément couvertes de poils lisses ou peu barbelés de 2-5 mm de long sous-tendus par des poils stellaires sessiles ou à courtes spires.
Les feuilles sont sessiles ou subsessiles (pétioles jusqu'à 0,5 cm de long), les limbes ovales, l'apex largement aigu à obtus, la base subcordée, mesurant 6-13(-19) × 4-8(-13) cm, rigides ou subrigides et irrégulièrement dentées, la surface supérieure rugueuse et puberulente de façon décidue avec des poils stellaires stipités courts, la surface inférieure modérément puberulante avec des poils stellaires sessiles et stipités courts, à 5 ou 7 nervures avec les nervures proéminentes élevées-réticulées sur la surface inférieure.
L'inflorescence est en panicule long de 8-15 cm, subspicieuse, les courtes branches latérales avec des glomérules à fleurs multiples.
Les fleurs sont 5-mères, sessiles.
Les pétales sont blancs, mesurant 4-5 × 2,5 mm, oblongs-obovés, glabres.
L'ovaire est à 3 loges, discrètement granuleux à l'extrémité.

En 1953, Lemée en propose la description suivante de Miconia rufescens :

« M. rufescens Dec. (Melastoma r. Aubl.). Herbe ou arbrisseau à petits rameaux très poilus ; feuilles de 0,08-0,18 sur 0,05-0,12, à pétiole de 1-4 mm., pubescent, ovales obtuses ou subaiguës, à base arrondie ou subcordée; épaisses, irrégulièrement denticulées, pubescentes en dessus par poils étoilés, tomenteuses-ferrugineusés en dessous, 5-7-nervées ; inflorescences en thyrses ou épis poilus formés de 4-10 paires de glomérules, fleurs sessiles, avec bractées poilues, 5-mères, calice tubuleux-campanulé velu, sépales très petits ovales, dents extérieùres les dépassant, subulées, pétales de 4 mm., étamines semblables, à connectif prolongé à la base en 2 éperons latéraux ; ovaire semi-infère à 3 loges, style de 8-9 mm., stigmate tronqué. - (Aublet). »

— Albert Lemée, 1953.

## Répartition
Miconia rufescens est présent du sud de la Colombie au Brésil, en passant par le Venezuela, le Guyana, le Suriname, la Guyane, le Pérou, et la Bolivie.

## Écologie
Miconia rufescens pousse au Venezuela dans les zones ouvertes, le plus souvent sur des sols maigres ou pauvres, à 100-1 200 m d'altitude.

## Protologue
En 1775, le botaniste Aublet a décrit Miconia rufescens et en a proposé le protologue suivant : 

« 5. MELASTOMA (rufeſcens) foliis craſſis, rugoſis ; cordatis, ſubtus tomentoſis, ſubſeſſilibus. (Tabula 157.)
Fruticulus caules plures, rectos, ramoſos, quadrangulares, villoſos, rufeſcentes, novem-pedales, è radice emittens. Folia oppoſita, cordata, acuminata, ſubdentata, rufeſcentia, quinque-nervia, ſeſſilia. Flores congeſti, racemoſi, terminales ; racemulis oppoſitis, ad baſim bractea munitis. Corolla minima alba. Stamina decem æqualia. Pericarpium.
Pericarpium : bacca rubra, villoſa, calici adnata, ipſius denticulis coronaca, trilocularis.
Florebat Novembri.
Habitat in locis campeſtribus Aroura, & comitatus de Gêne.

4- MELASTOMA (rufescens) foliis ovatis, quinquenerviis, petiolis & limbis foliorum villoſis. (TABULA 156.) 
Planta octo-pedalis, caules plures, tetragonos, rectos,in ſummitate ramoſos, e radice perenni emittens. Folia oppoſita, ovato-acuta, ſubſerrata, margine piloſo, quinquenervia, nervis & nervulis purpuraſcentibus, petiolata, petiolo brevi, villoſo. Flores ſeſſiles, racemoſi, terminales ; racemulis ſubſpicatis. Corolla alba, perala margine ſuperiori revoluta. Stamina decem, quinquelongiora. Pericarpium : bacca calici adnata, violacea, & ipſius denticulis coronary trilocularis.
Floret variis anni temporibus.
Habitat in Guiana ad ripas rivulorum.
Nomen Gallicum azier macaque.

LE MELASTOME rouſſâtre. (PLANCHE 157.)
Cet arbrisseau pouſſe pluſieurs tiges d'environ neuf pieds & hauteur; elles ſont droites, rameuſes, à quatre angles, & couvertes d'un velu rouſſâtre. 
Les feuilles ſont ſeſſiles, longues de ſept pouces, larges de trois; & plus dentelées a leurs bords, terminées en pointe, & taillées en forme de cœur à leur baſe : leur couleur eſt verte en deſſus, chagrinée, couverte en deſſous d'un velu rouſſâtre ; elles ſont marquées de cinq nervures longitudinales, & de pluſieurs intermédiaires tranſverſales. 
Les fleurs naiſſent à l'extrémité des tiges & des rameaux, ſur de longues grappes fort ferrées. 
Le calice eſt très petit, en forme de coupe, diviſé a ſon limbe en cinq petites parties aiguës i il eſt tout couvert d'un duvet rouſſâtre. 
Les pétales au nombre de cinq, ſont blancs, arrondis, attaches par un onglet entre les diviſions du calice. 
Les étamines ſont au nombre de dix, rangées au deſſous de l'inſertion des pétales ſur un diſque. Leur filet eſt court. L'anthère eſt loneue, fourchue à ſon extrémité inférieure, ou elle eſt articulée avec le filet ; elle eſt à deux bourſes qui s'ouvrent en deux valves. 
Le piſtil eſt un ovaire arrondi, ſurmonté d'un style, termine par un stigmate obtus. 
L'ovaire, conjointement avec le calice, devient une baie rouge, peu ſucculente, partagée intérieurement en trois loges remplies de semences menues. 
J’ai trouvé cet arbriſſeau dans les lieux incultes d'Aroura & du Comté de Gêne.
Il étoit en fleur & en fruit au mois de Novembre. »

— Fusée-Aublet, 1775.